# Reyer Venezia 1965-1966
Questa voce raccoglie le informazioni riguardanti la Reyer Venezia nelle competizioni ufficiali della stagione 1965-1966.

## Stagione
La Reyer Venezia disputa il campionato di Serie A terminando al 7º posto (su 12 squadre).

## Rosa 1965-66
- Giorgio Cedolini
- Guido Vaccher
- Vincenzo Bottan
- Nemania Duric
- Ezio Lessana
- Renzo Vincenti
- Renato Albonico
- Roberto Zamarin
- Franco Ferro
- Antonio de Stefani
- Andrea Besa[1]

Allenatore:
- Giulio Geroli